# 리트펠트 슈뢰더 하우스

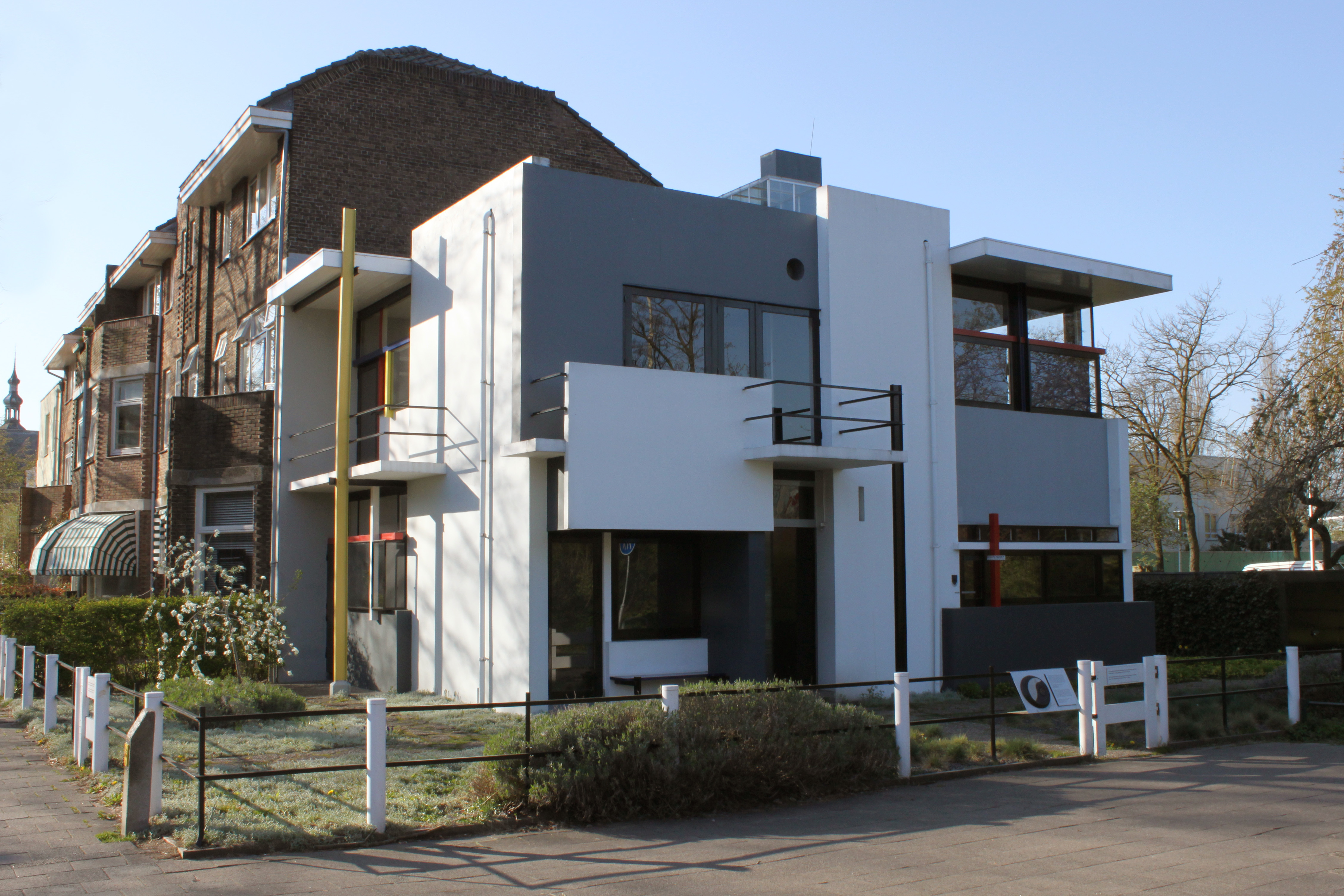
리트펠트 슈뢰더 하우스의 외관

리트펠트 슈뢰더 하우스(Rietveld Schröder House, 네덜란드어: Rietveld Schröderhuis) 또는 슈뢰더 하우스(Schröder House, Prins Hendriklaan 50)는 위트레흐트에 있는 건물로, 네덜란드 건축가 헤리트 리트펠트가 트루우스 슈뢰더-슈레더(Truus Schröder-Schräder) 부인과 그녀의 세 자녀를 위해 1924년에 건축했다.
그녀는 집에 벽이 없는 것이 바람직하도록 설계하도록 의뢰했다. 리트펠트와 슈뢰더는 둘 다 "자신의 가족 내 관계에 대한 새로운 개방성과 감정적 삶의 진실에 대한 맹렬한 헌신"을 포함하는 진보적 이상을 지지했다. 규율, 위계 및 봉쇄를 강조하는 존경심과 타당성에 대한 부르주아적 개념은 이러한 각 측면을 의식적이고 체계적인 방식으로 대응하는 건축 설계를 통해 제거되었다." 리트필드는 슈뢰더-슈레더와 협력하여 집을 만들었다. 그는 건물에 대한 최초의 가능한 디자인을 스케치했다. 슈뢰더-슈레더는 만족하지 않았다. 그녀는 연관성이 없고 내부와 외부를 연결할 수 있는 집을 상상했다. 이 집은 신조형주의(De Stijl) 건축의 가장 잘 알려진 사례 중 하나이며 틀림없이 유일한 신조형주의 건물이다. 슈뢰더 부인은 1985년 사망할 때까지 이 집에서 살았다. 이 집은 베르투스 멀더(Bertus Mulder)에 의해 복원되었으며 현재는 중앙박물관(Centraal Museum)이 운영하는 박물관으로 방문이 가능하다. 1976년부터 기념물로 지정되었으며 2000년부터 유네스코 세계문화유산으로 지정되었다.

## 구조
리트펠트 슈뢰더 하우스는 내부와 외부 모두 이전의 모든 건축물과의 급격한 단절을 구성한다. 2층짜리 집은 위트레흐트의 테라스 끝에 위치해 있지만 이웃 건물과 연관시키려는 시도는 없다(테라스의 마지막 집과 외벽을 공유하지만). 1960년대에 건설된 고속도로를 마주하고 있다.

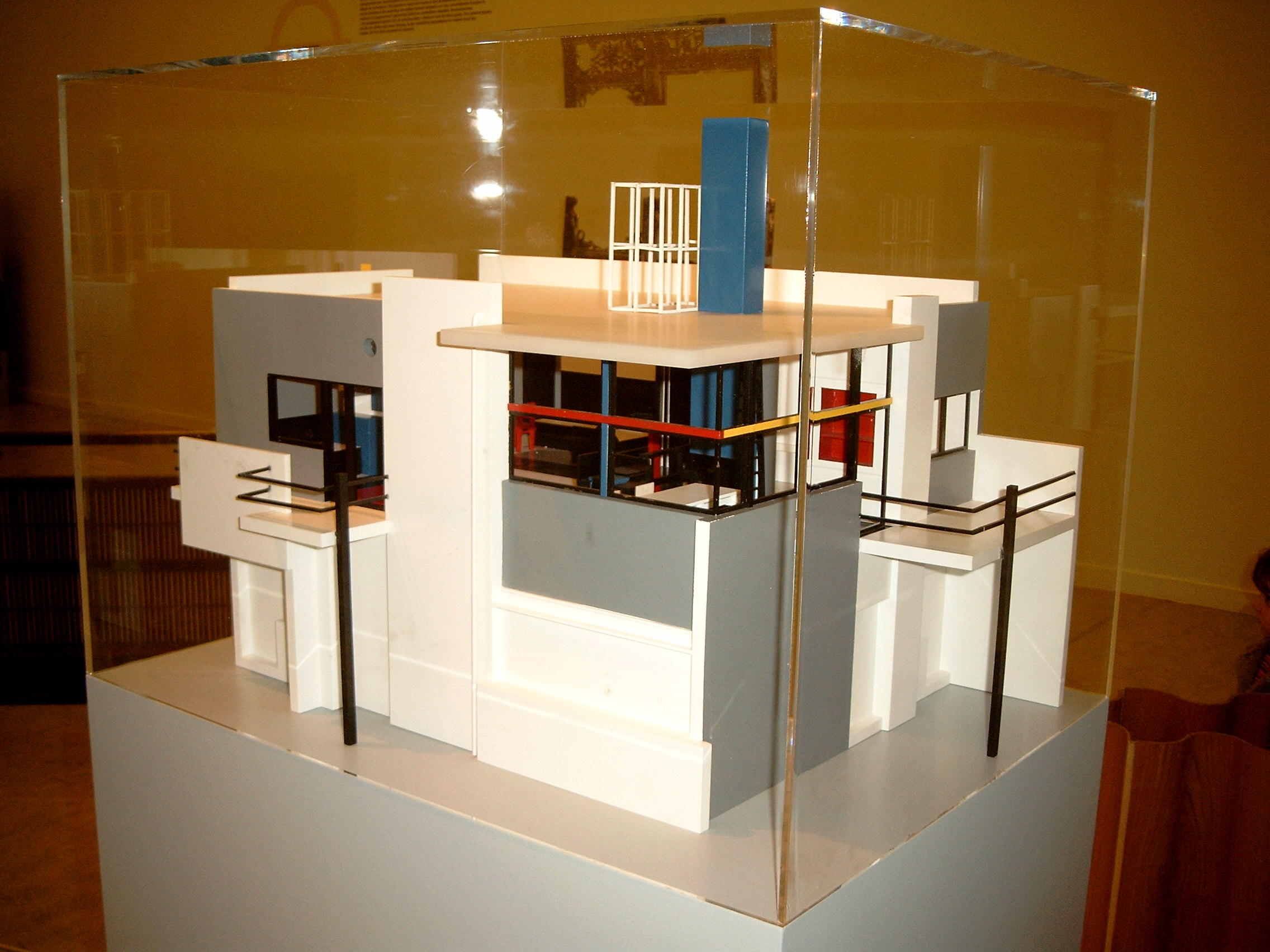
아키텍처 모델. 1985년 경

내부에는 정적으로 쌓인 방이 없고 역동적이고 변경 가능한 개방형 구역이 있다. 1층은 여전히 전통적이라고 할 수 있다. 중앙 계단 주위에는 주방과 3개의 거실/침실이 있다. 또한 집에는 차고가 있었는데 트루우스는 자동차를 소유하지 않았기 때문에 매우 이상했다. 계획 당국의 화재 규정을 충족하기 위해 다락방으로 명시된 위층 거실은 실제로 별도의 화장실과 욕실을 제외하고는 넓은 개방형 공간을 형성한다. 리트펠트는 상위 레벨을 그대로 두고 싶었다. 그러나 슈레더 부인은 생활 공간으로서 개방형이든 분할형이든 어떤 형태로든 사용할 수 있어야 한다고 느꼈다. 이는 슬라이딩 및 회전 패널 시스템을 통해 달성되었다. 슈레더 부인은 이 패널을 사용하여 2층의 공간을 열어 자신과 세 명의 자녀가 더 많은 개방형 공간을 확보할 수 있도록 했으며 원할 경우 방을 닫거나 분리할 수 있는 옵션을 남겨 두었다. 거실과 아들 방 사이의 미닫이 벽은 찬장과 전등 스위치를 차단한다. 따라서 슬라이딩 벽 내에 원형 개구부가 만들어졌다. 완전히 분할되면 거실 층은 침실 3개, 욕실 및 거실로 구성된다. 이와 열린 상태 사이에는 다양한 순열이 가능하며 각각 고유한 공간 경험을 제공한다.

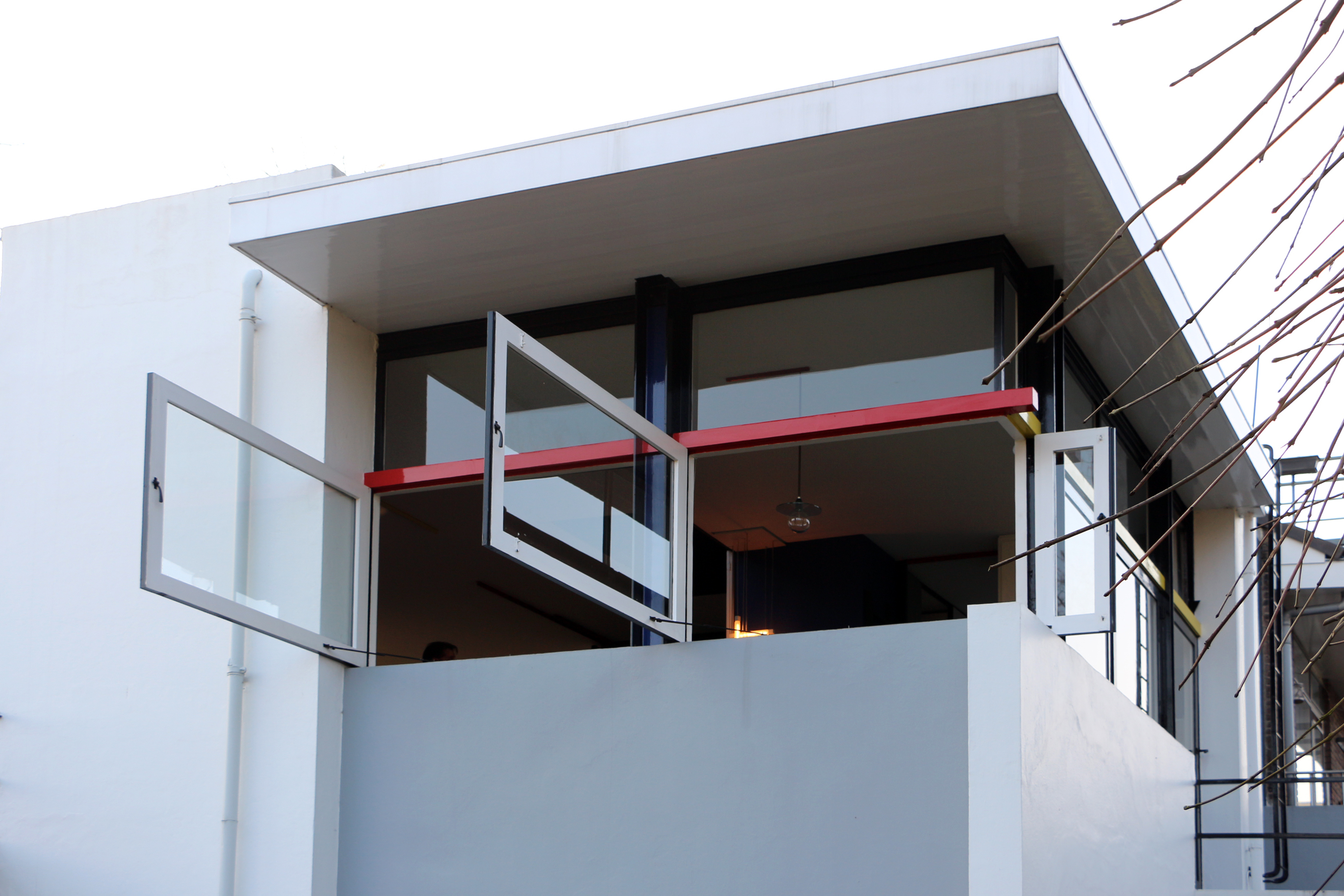
보이지 않는 모퉁이

파사드는 구성 요소가 의도적으로 분리되어 서로 미끄러지듯 지나가는 것처럼 보이는 평면과 선의 콜라주이다. 이로 인해 여러 개의 발코니를 제공할 수 있게 되었다. 리트펠트의 적청의자와 마찬가지로 각 구성 요소에는 고유한 형태, 위치 및 색상이 있다. 외관의 가소성을 강화하기 위해 색상이 선택되었다. 그 외에 흰색과 회색 음영의 표면, 검은색 창과 문틀, 원색의 여러 선형 요소가 있다.
내부 공간과 외부 공간의 구분이 거의 없다. 직선과 평면은 동일한 색상 팔레트와 표면을 사용하여 외부에서 내부로 흐른다. 심지어 창문은 벽에 대해 90도만 열릴 수 있도록 경첩식으로 되어 있어 교차하는 평면에 대한 엄격한 설계 기준을 유지하고 내부와 외부의 경계를 더욱 모호하게 만든다.

## 건축
처음에 리트필드는 콘크리트로 집을 짓고 싶었다. 이렇게 작은 건물에서 그렇게 하려면 비용이 너무 많이 들 것이라는 사실이 밝혀졌다. 기초와 발코니는 콘크리트로 만들어진 건물의 유일한 부분이었다. 벽은 벽돌과 석고로 만들어졌다. 창틀과 문은 나무로 만들어졌고, 바닥은 나무 들보로 지탱되었다. 건물을 지지하기 위해 철망이 있는 강철 대들보가 사용되었다.

## 유산
이 건물이 건설된 지 불과 몇 년 후 폴란드 건축가 스타니스와프 브루칼스키(Stanisław Brukalski)는 1929년 바르샤바에 자신이 방문한 리트벨트 슈뢰더 하우스로부터 영감을 받아 자신의 집을 지었다. 그의 폴란드식 현대 주택 사례는 1937년 파리 엑스포에서 동메달을 받았다.

## 기념
이 하우스는 2013년에 네덜란드 왕립 조폐국에서 5유로 및 10유로 수집용 기념주화로 발행되었다.
https://coinsweekly.com/the-rietveld-five-euro-is-netherlands-commemorative-coin-2013/

## 사진

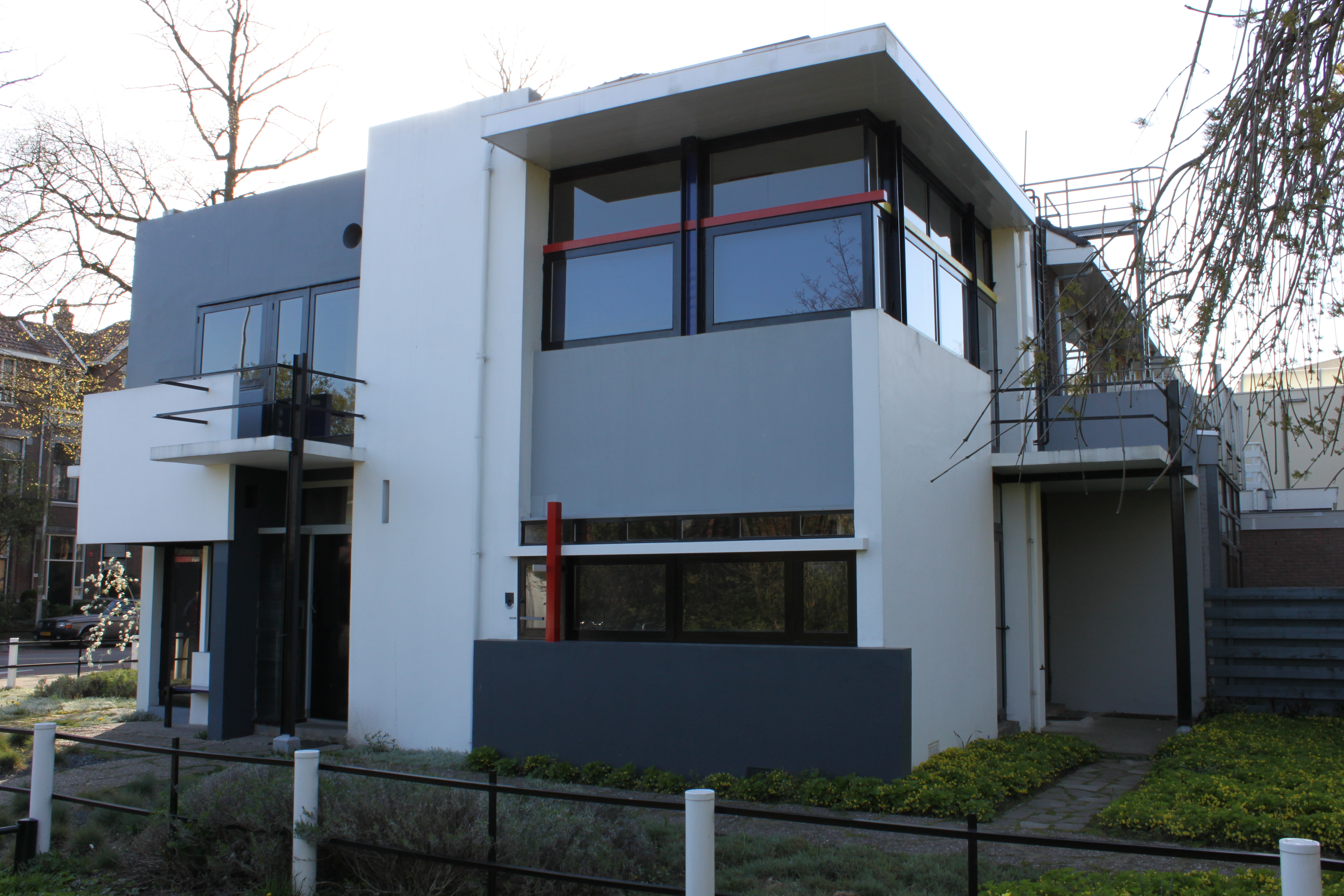
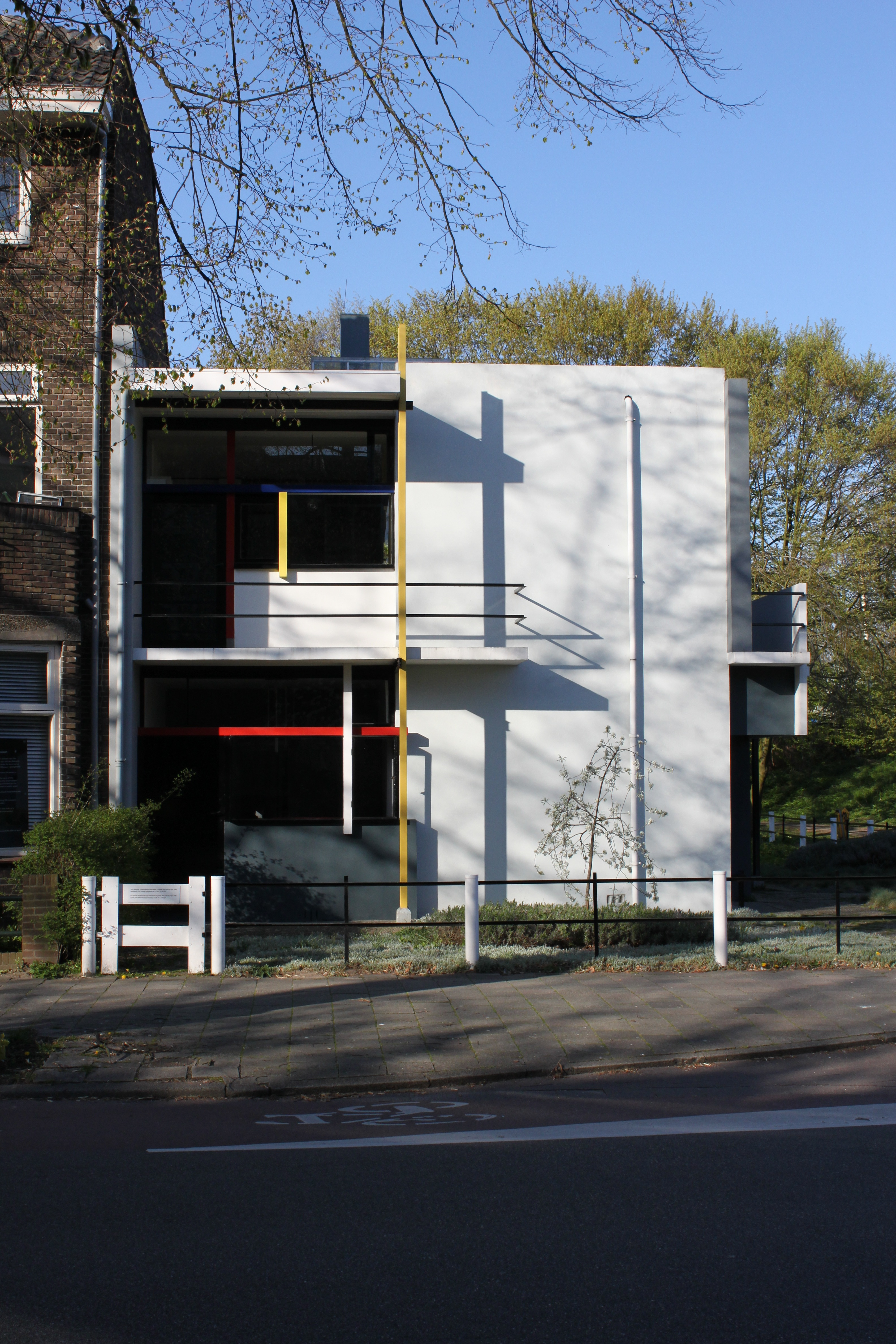
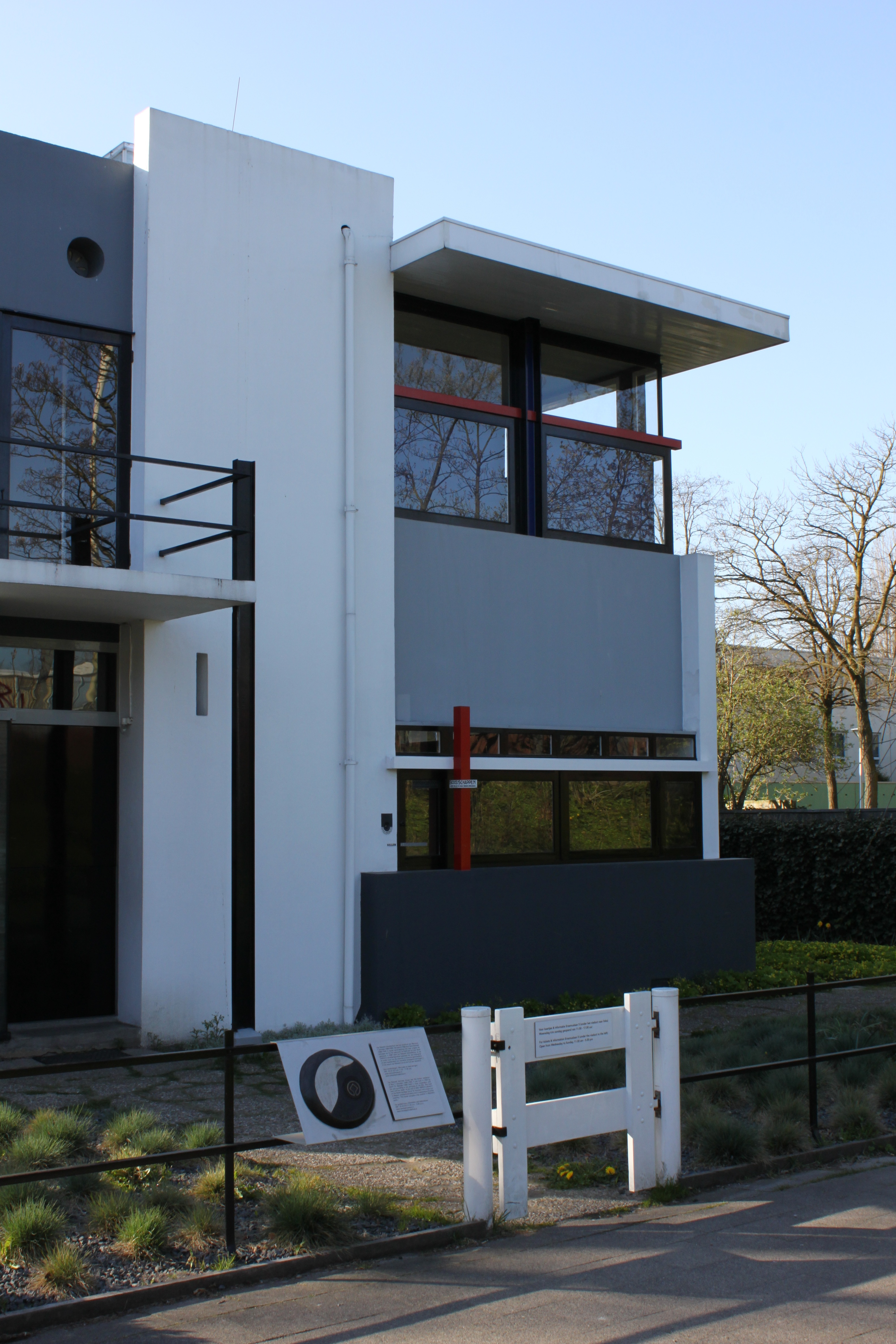
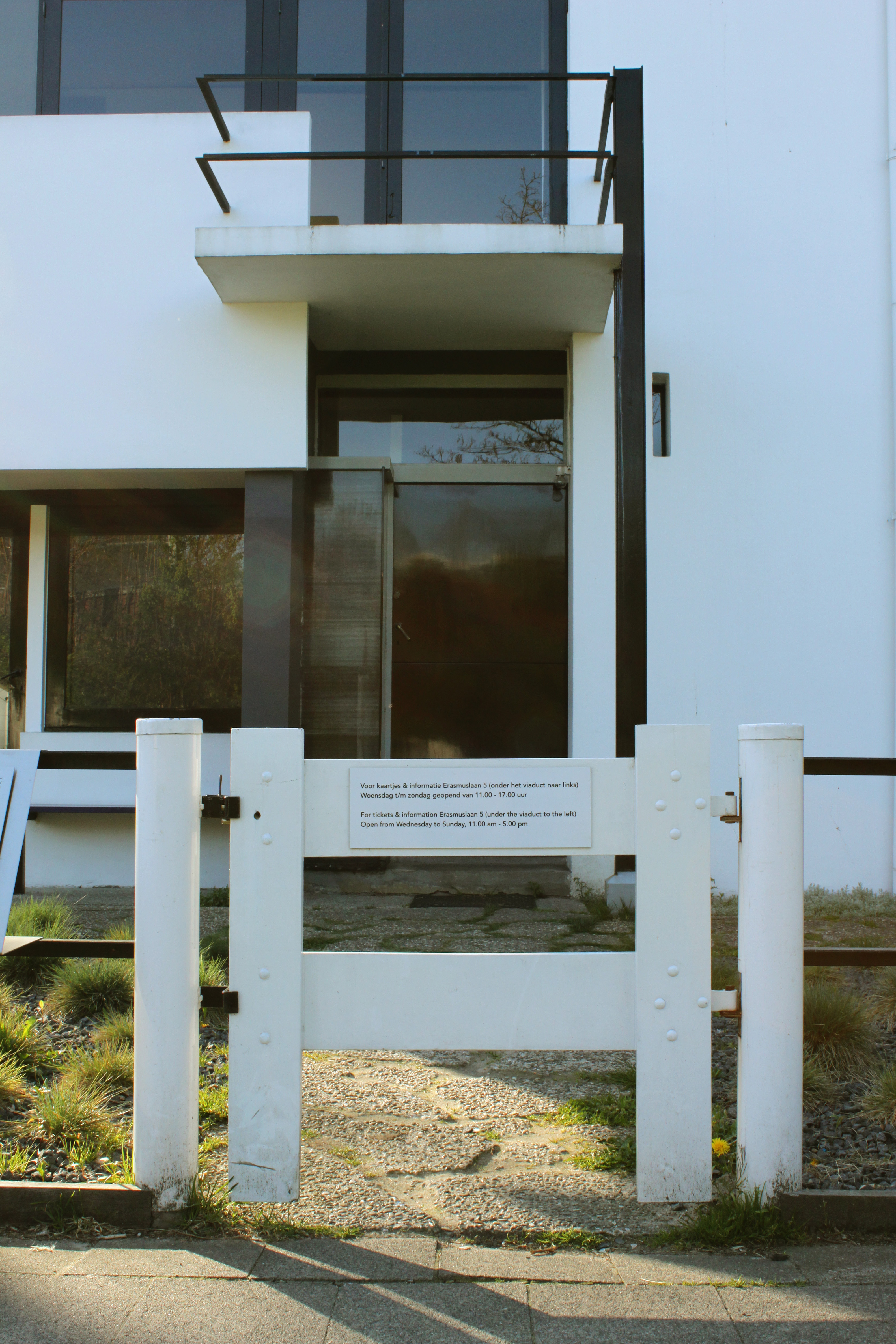
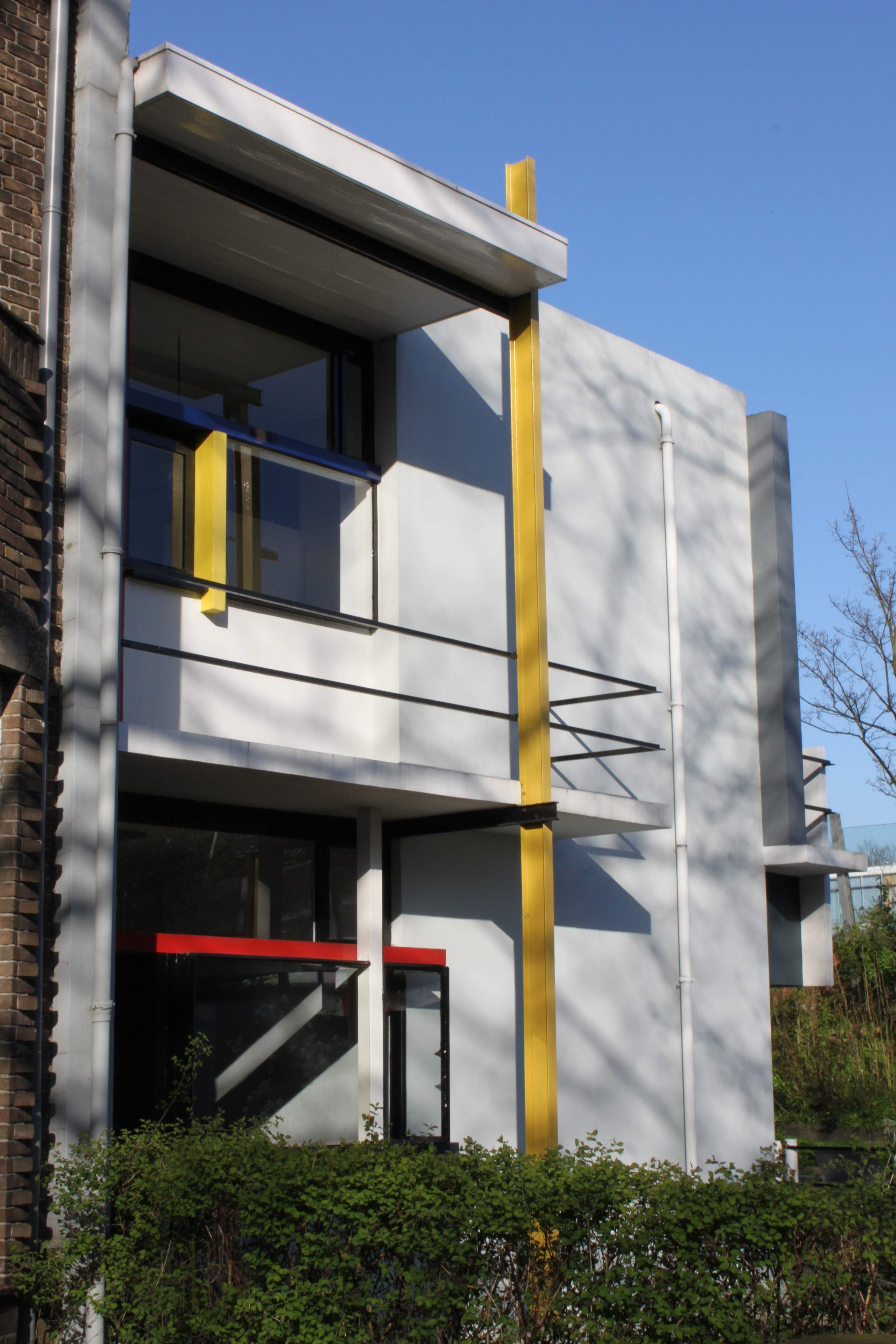
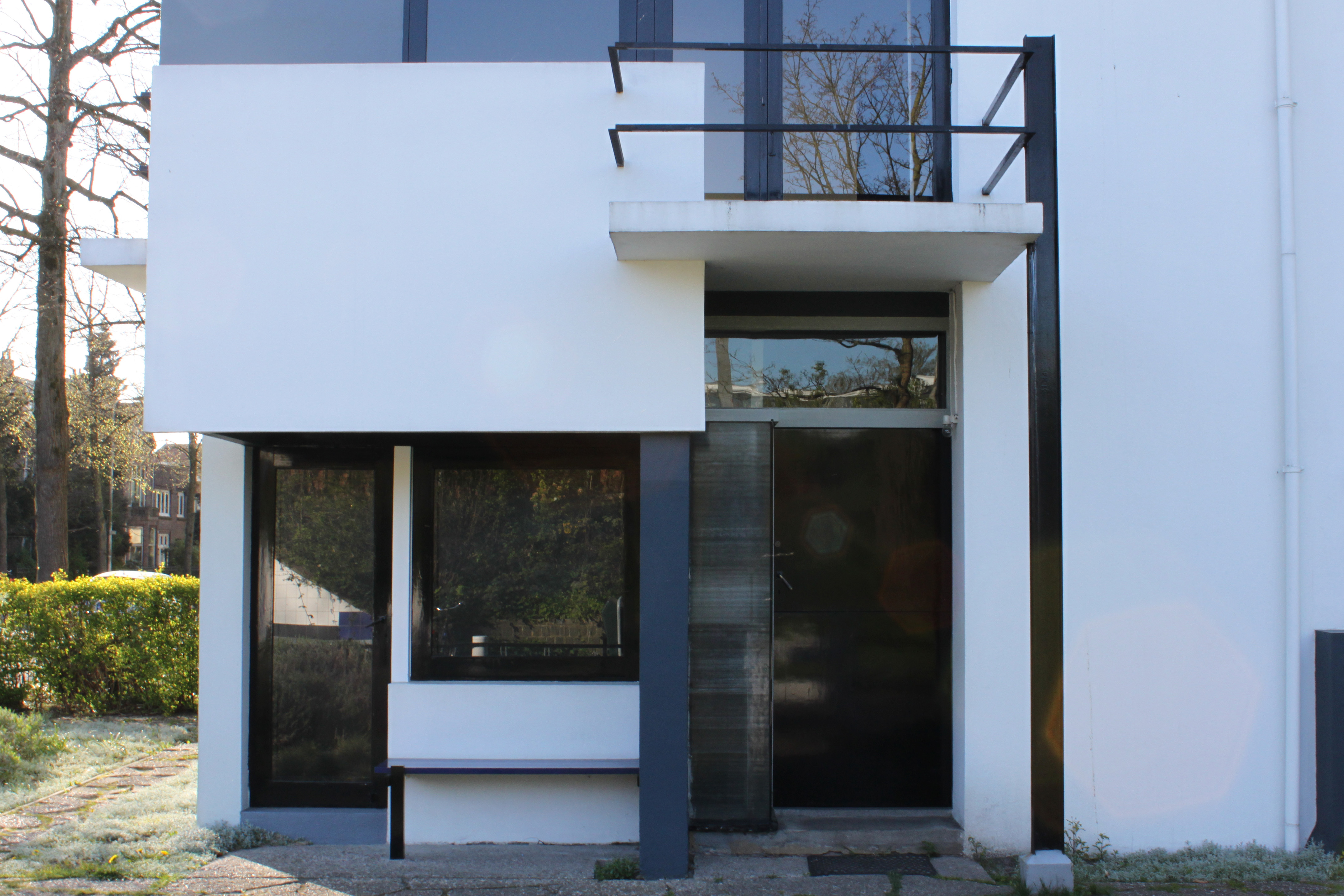
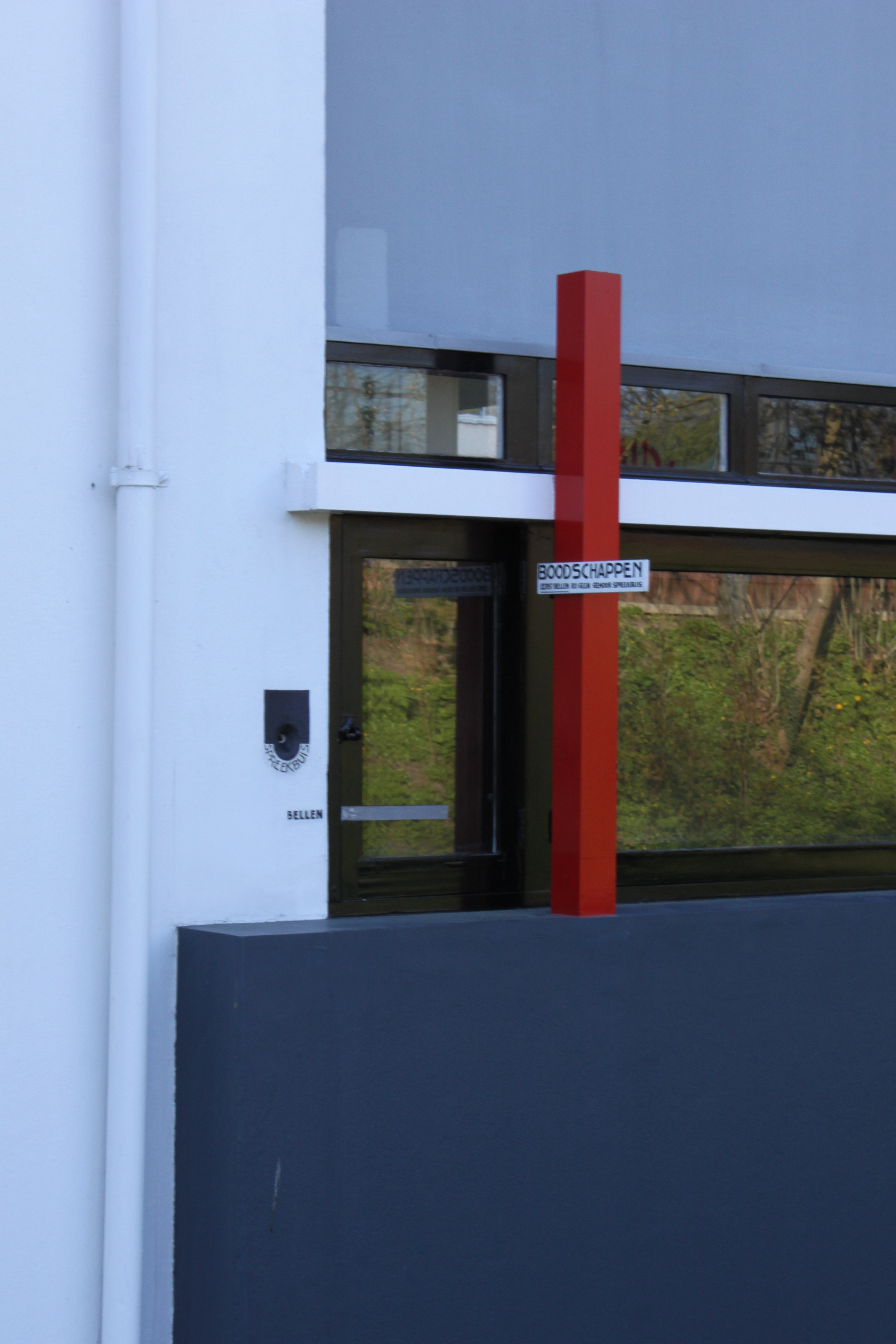
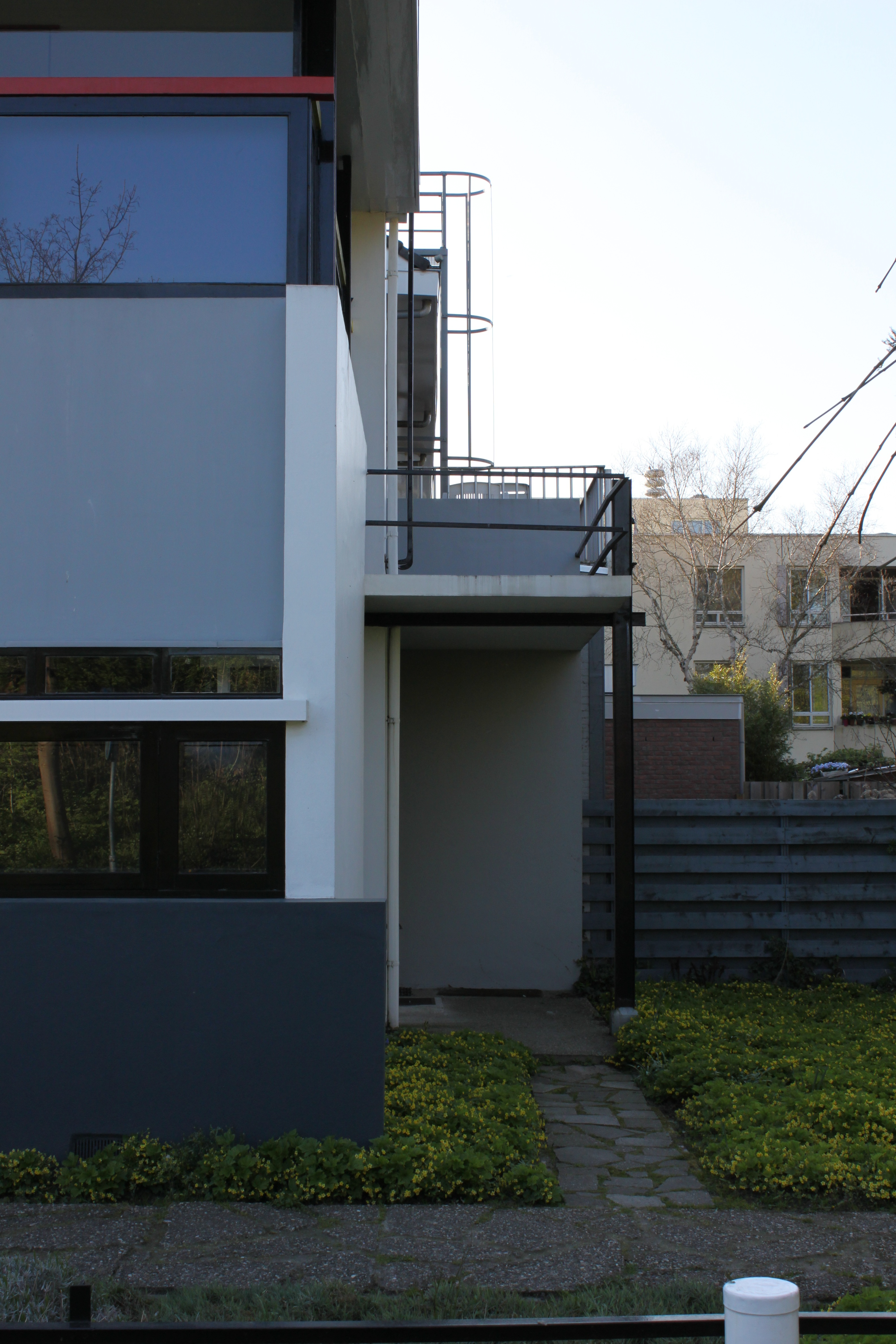